# Teledapus gibbus
Teledapus gibbus là một loài bọ cánh cứng trong họ Cerambycidae.